# Юдит Фландерска
Юдит Фауста Фландерска (на немски: Judith von Flandern, на нидерландски: Judith Fausta van Vlaanderen; * ок. 1030, Брюге; † 5 март 1094) от фамилията Дом Фландрия, е чрез първата си женитба графиня на Нортумбрия и чрез втората си женитба херцогиня на Бавария. Юдит Фландерска е прабаба на Фридрих I Барбароса и на Хайнрих Лъв.

## Произход
Тя е вероятно дъщеря на граф Балдуин IV (980 – 1035) от Фландрия и втората му съпруга Елеанора от Нормандия (* пр. 1017), дъщеря на норманския херцог Рихард II († 1027). Полусестра е на граф Балдуин V.

## Графиня на Нортумбрия
Юдит се омъжва през септември 1051 г. за ерл Тостиг (Тосте) Годуинсън от Нортумбрия († 1066). Двамата въстават против Едуард Изповедник и трябва да бягат от Англия при нейния полубрат Балдуин V във Фландия. През 1052 г. се връщат обратно.
През 1055 г. Тостиг става граф (earl) на Нортумбрия. През 1061 г. двамата заедно с архиепископа на Йорк пътуват до Рим. През 1065 г. въстават против Тостиг и той е изгонен. Той бяга отново при Балдуин V. Тостиг е убит на 25 септември 1066 г. в битката при Стамфорд Бридж против брат му крал Харалд II от Англия в борбата за английския трон. Според Аналиста Саксо Юдит се връща обратно на континента с богатството от наследството на Едуард и нейния съпруг. Те имат синовете Скули и Кетил, които вероятно отиват с крал Олав III (упр. 1066 – 1093) в Норвегия.

## Херцогиня на Бавария
Юдит се омъжва през 1070/1071 г. за Велф IV († 1101) от фамилията Велфи, който на Коледа 1070 г. става като Велф I херцог на Бавария. Тя е втората му съпруга. Двамата имат децата:
- Велф V (* 1072/73; † 24 септември 1120), 1001 г. като Велф II херцог на Бавария, ∞ 1089 (разделен 1095) за Матилда Тосканска (* 1046, † 1115), дъщеря на Бонифаций от Каноса, херцог на Сполето
- Хайнрих IX Черния (* 1074/75; † 13 декември 1126), 1120 херцог на Бавария, ∞ Вулфхилда Саксонска († 29 декември 1126), дъщеря на херцог Магнус от Саксония (Билунги)
- Куница († 6 март 1120), ∞ Фридрих Рохо, 1086 граф на Дийсен

## Смърт
Юдит умира на 5 март 1094 г. и е погребана в манастир Вайнгартен в Баден-Вюртемберг.